# Тарнавецкая, Мария Петровна
Мария Петровна Тарнавецкая (укр. Марія Петрівна Тарнавецька, пол. Maria Teresa Tarnawiecka; 30 марта 1932, Львов — 26 мая 2017, Львов) — украинский музыкальный педагог и музыковед польского происхождения. Дочь архитектора Петра Тарнавецкого.

## Биография
Окончила Львовское музыкальное училище (1949) по классу фортепиано Дарьи Герасимович и Львовскую консерваторию (1954) по классу Ирины Крых, затем училась в аспирантуре Московской консерватории у Якова Мильштейна и Генриха Нейгауза. Согласно воспоминаниям сестры пианистки, значительное влияние на неё в московский период оказал также музыковед Игорь Бэлза.
В 1959 году вернулась во Львов, преподавала фортепиано во Львовской консерватории, с 1965 года доцент, с 1988 года профессор. Среди её учеников — Богдан Янивский и Наталья Половинка, вспоминавшая Тарнавецкую как благородного человека и уникального педагога. В 1997—2005 гг. преподавала также в Жешувском университете. В 2005 году была соучредителем Музыкального общества имени Шопена во Львове. Возглавляла жюри Всеукраинского конкурса учащихся фортепианных отделений в Кировограде (1996), Международного конкурса-фестиваля имени Шопена во Львове (2006), конкурса молодых пианистов имени Василия Барвинского в Дрогобыче (2013).
Как исследователь Тарнавецкая была прежде всего специалистом по творчеству Кароля Шимановского. Анализу Второй фортепианной сонаты композитора посвящена её статья 1964 года. Наибольшее значение имеет публикация Тарнавецкой «Неизвестные автографы Шимановского. К вопросу о методе творческой работы композитора», в которой расшифрованы ранее неизвестные произведения композитора из архива Адама Солтыса.